# Otto Haesler

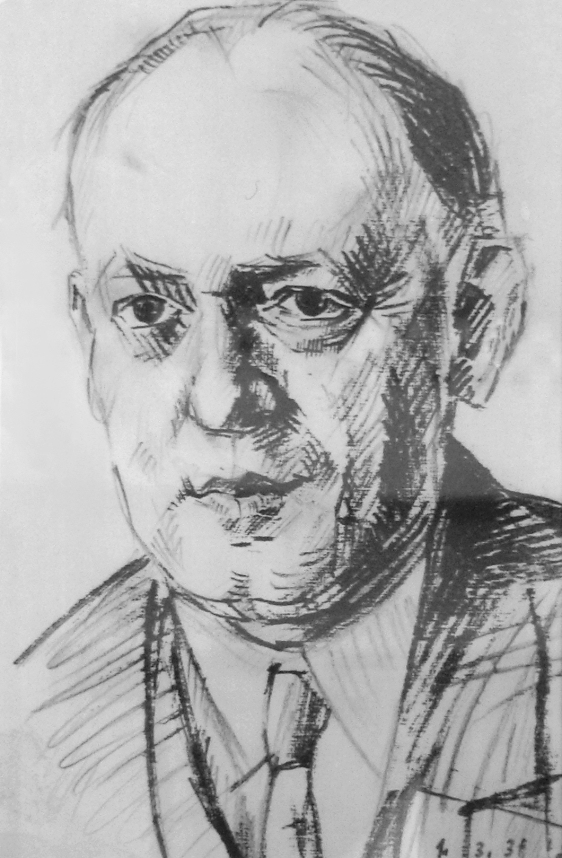
Otto Haesler (1931), gezeichnet von Kurt Schwitters

Otto Haesler (* 13. Juni 1880 in München; † 2. April 1962 in Wilhelmshorst bei Potsdam) war ein deutscher Architekt. Von seinen 59 Schaffensjahren als Architekt stellen die acht Jahre von 1924 bis 1932 als Protagonist des Neuen Bauens baugeschichtlich die mit Abstand bedeutendste Phase dar. Er gilt wie z. B. Bruno Taut, Ernst May und Walter Gropius als bedeutender Vertreter des Neuen Bauens in der Zeit der Weimarer Republik und machte sich allem durch Konzepte zum kostensparenden und industriell organisierten Sozialwohnungs-Siedlungsbau national und auch international einen Namen.

## Jugend, Ausbildung und Berufsbeginn
Otto Haesler war der älteste Sohn des Dekorations- und Kirchenmalers Rudolf Haesler († 1898) und seiner zweiten Frau Maria, geborene Aull; er wuchs in sehr einfachen Verhältnissen mit vielen Umzügen auf. Mit zwölf Jahren erkrankte Haesler an Asthma, woran er bis zu seinem Lebensende litt und deshalb regelmäßig kuren musste.
Von 1899 bis 1903 besuchte Otto Haesler die Baugewerkschulen zunächst in Augsburg und schließlich in Würzburg, wo er am 31. März 1903 seinen Abschluss als „Baugewerksmeister“ machte. Schon 1899 arbeitete er nebenbei sieben Monate als Bauzeichner beim Landbauamt in Passau. 1903 zog er nach Frankfurt am Main um, wo er zunächst hilfsweise als Zeichner arbeitete und eine einsommerliche Praxis als Maurereleve (Lehrling) absolvierte. Noch im gleichen Jahr trat Otto Haesler seine erste Anstellung als Architekt im Büro von Ludwig Bernoully in Frankfurt am Main an; dieser hatte soeben erst 1903 sein Büro gegründet und Haesler gehörte zu seinen ersten Mitarbeitern. Bernoully kam aus Karlsruhe und Haesler erfuhr bei ihm seine erste stilistische Prägung als Architekt durch die „Karlsruher Architekturschule“. Sein Arbeitsgebiet bei Bernoully war der Um- und Neubau von Geschäftshäusern.
Vom Architektenbüro in Frankfurt aus nahm Haesler Anfang 1906 an einem Wettbewerb für den Umbau des Kaufhauses Freidberg am Marktplatz in Celle teil, den er unter 60 Teilnehmern überraschend gewann und zur Ausführung übertragen bekam. Für die Betreuung der Bauausführung zog er im März 1906 nach Celle. Die Tätigkeit bei Bernoully kündigte er in dem Bewusstsein, als selbständiger Architekt einen neuen Anfang zu wagen.

## 1906–1924: Leben und Werk; historisierendes und expressionistisches Bauen
Von der späteren, freilich baugeschichtlich bedeutenderen Schaffensphase in den 1920er und 1930er Jahren überblendet wird das überaus erfolgreiche Schaffen Haeslers ab 1906 bis etwa 1922 in Celle und Umgebung.
Nach dem schon Ende 1906 vollendeten Freidberg-Projekt folgten ab Herbst 1906 rasch Folgeaufträge für Wohnhäuser in Celle. 1908 bildete er eine Bürogemeinschaft mit dem Architekten Karl Dreher. 1914 bewarb er sich erfolglos für das Amt des Bürgervorstehers. Von 1915 bis zu seiner Verwundung 1917 nahm er am Ersten Weltkrieg teil.
1918 begann er die planerischen Tätigkeiten nach dem Ersten Weltkrieg mit dem Entwurf für Kleinwohnungshäuser „Auf der Heese“ (Carstensstraße). Dabei griff Haesler offensichtlich auf schon bestehende Planungen der Vorkriegszeit zurück, wie ein Aquarell seines im Jahre 1916 gefallenen Büropartners Karl Dreher zeigt. Die 32 Reihenhäuser besaßen ein ausgebautes Satteldach und eine Wohnküche, deutliche Indizien für eine vormoderne Bauweise. Die Aufträge der Jahre nach 1906 umfassten eine weite Palette unterschiedlicher Bauaufgaben von Wohn- und Geschäftshäuser über Landhäuser und Kleinwohnungshäuser für Arbeiter bis hin zu Schulen usw., wobei der Architekt in den abwechselnden Stillagen Jugendstil, und „bügerlicher Barock“ und Neoklassizismus entwarf. Im Werkverzeichnis von Simone Oelker umfasst diese Schaffensphase über 70 Projekte.
Bei Einzelbauten wie der heute als Tagungscenter Stadt + Raum genutzten Schule im Dorf Bannetze griff er auf historisches Gestaltungsrepertoire zurück und baute mit einem Krüppelwalmdach.
Etwa im Jahr 1922 vollzog sich für nur wenige Jahre bis etwa 1924 ein stilistischer Wandel mit expressionistischen Bauten, wobei auch diese Phase der baukünstlerischen Entwicklung mit einem Kaufhausbau begann, dem Kaufhaus Dreyer (erbaut 1922) in der Celler Altstadt. Die Bauaufträge umfassten außer dem Kaufhaus weitere Wohn- und Geschäftshäuser. Die neuen Fassaden- und Ausstattungsgestaltungen waren u. a. auch auf den Einfluss der Zusammenarbeit mit dem Hannoverschen Künstler Ludwig Vierthaler und mit seinem Schüler und Mitarbeiter Werner Diener zurückzuführen.

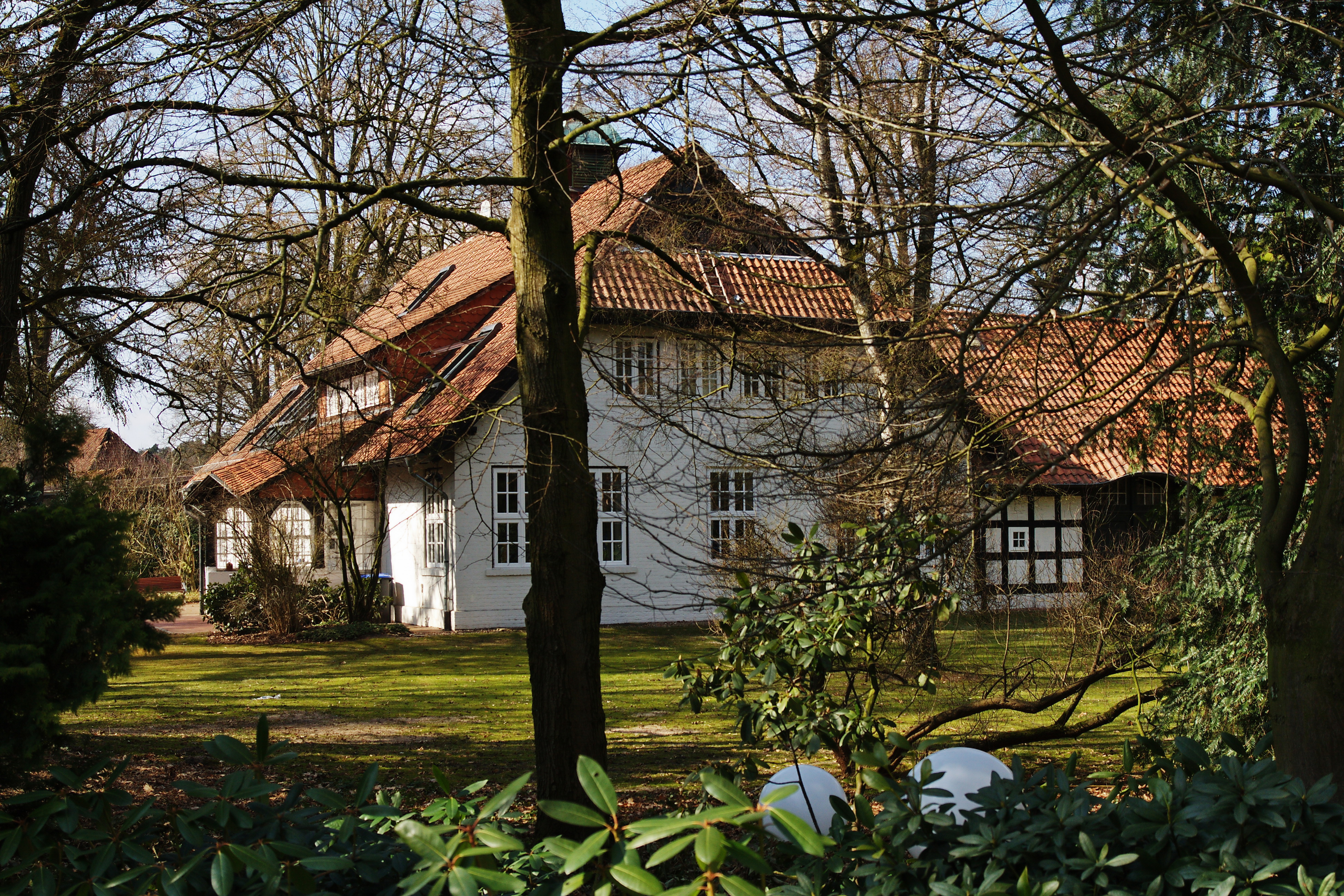
Schule in Bannetze
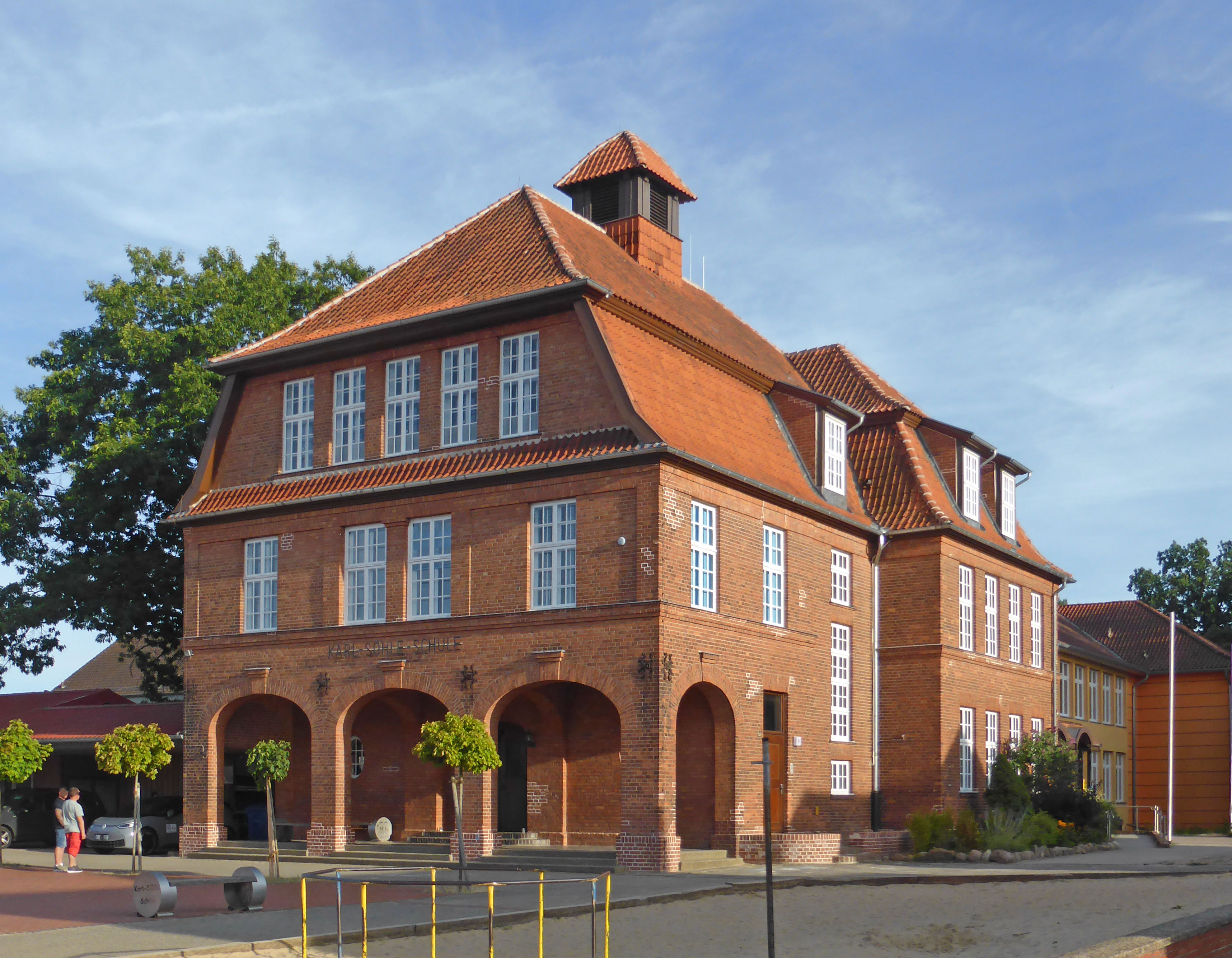
Schule in Hankensbüttel
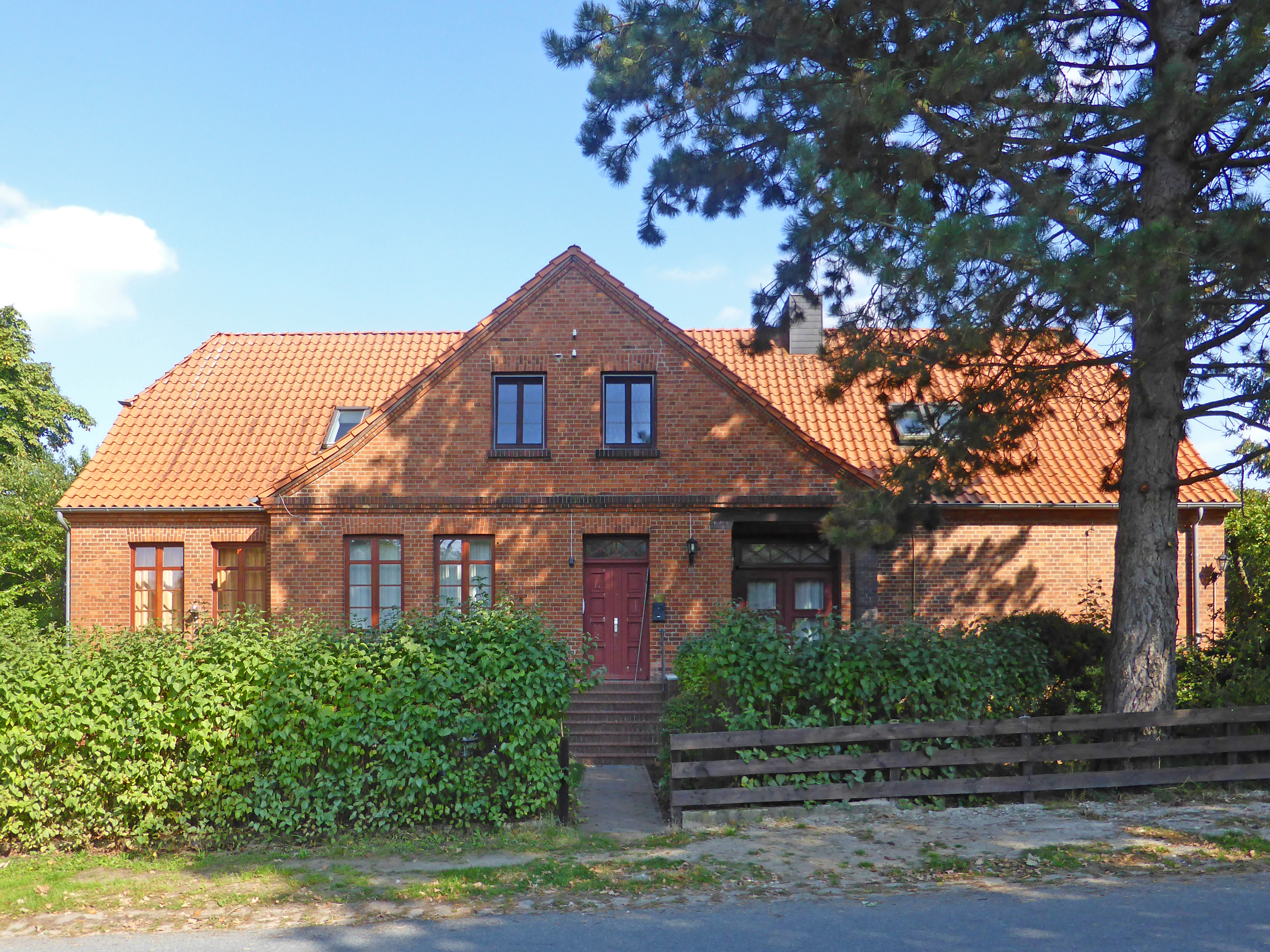
Schule in Allersehl

## 1924–1932: Neues Bauen
Der Wandel Haeslers zu den Architekturformen des Neuen Bauens ab 1924 war wesentlich von ökonomischen und bautechnischen Überlegungen zum rationellen Wohnungsbau geprägt. Von den gestalterisch-formalen Aspekten des mit Aufsehen erregend neuen Flachdachbauten daher kommenden Neuen Bauens wollte er vordergründig nichts wissen. Selbst noch in seiner Autobiographie von 1957 mochte Haesler zur Ästhetik seiner Bauten „nichts besonderes hinzufügen“, worauf er gestalterisch anspruchslos anschloss: „Auch für mich ergab sich die Form stets aus dem Inhalt“. Dessen ungeachtet ist es offensichtlich, dass sich Otto Haeslers Baukörper- und Fassadengestaltung in der Stillage des Neuen Bauens aus den Vorbildern des Gropius- und Bauhaus-Umkreises in Dessau ableiten lassen.
Haesler war ein Verfechter des sozialen Wohnungsbaus, der vielen Mietern einen bezahlbaren, aber auch verbesserten Wohnraum ermöglichen wollte. Durch seine Typisierung bei der Grundrissaufteilung und die neuartige Stahlskelettbauweise wollte er sowohl eine verbesserte Wohnform schaffen, als auch Kosten einsparen. So zeichnen sich seine Grundrisse zum einen durch die Orientierung am Sonnenstand und zum anderen durch die Ersetzung des Flures durch einen Wohnraum mit Nachmittagssonne aus, von dem die Schlafräume abgehen.
Er rationalisierte und industrialisierte das moderne Bauen. Otto Haesler setzte in Celle mit der Siedlung Georgsgarten als Erster die industriell gefertigte Zeilenbauweise ein. In Celle lässt sich eine Entwicklung Haeslers im Speziellen und der Moderne allgemein anhand dreier Siedlungen nachvollziehen.
- Mit der Siedlung Italienischer Garten (1924/25) griff Haesler Anregungen eines Besuchs bei Bruno Taut in Magdeburg auf.[10] Die moderne Formensprache machte Haesler national bekannt: „Schon bald nach seiner Fertigstellung galt der Italienische Garten als die erste Wohnsiedlung des Neuen Bauens in Deutschland.“[11] Hier entwickelte Haesler allerdings keine interessanten Grundrisslösungen und wurde den an ihn gestellten wirtschaftlichen Ansprüchen nicht gerecht.
- Mit der Siedlung Georgsgarten (1926/27) gelang Haesler eine „städtebauliche Premiere“: Die Anwendung des von Ludwig Hilberseimer entwickelten „Kabinengrundrisses“ führte ihn zu einem offenen Zeilenbau.[12] Dabei verarbeitete er damals aktuelle ästhetische Anregungen, wie sie zum Beispiel die Balkone zeigen, die offenbar von denen des von Gropius entworfenen Wohnheims des Dessauer Bauhauses beeinflusst sind. Außerdem kommt hier erstmals Haeslers Markenzeichen zum Einsatz, das dreiseitig verglaste Treppenhaus.[13] Das Kabinensystem wurde später auch in der Kasseler Rothenbergsiedlung angewandt, die er dort zusammen mit seinem Büromitarbeiter Karl Völker baute.
- Erst mit der Siedlung Blumläger Feld (1930/31) konnten die geplanten niedrigen Mieten verwirklicht werden.[14] Eine Besonderheit dieser Siedlung ist, dass jeder Wohnung jeweils ein Mietergarten zugeordnet ist, der unmittelbar von den ‚Lauben‘ im Erdgeschoss aus betreten werden kann. Die Anlage der Gärten „verleiht der Siedlung den Charakter einer Gartenstadt.“[15] Von der Siedlung ist nach einer mit einem Teilabriss verbundenen Sanierung im Jahre 2003 nur noch der zweite Bauabschnitt vollständig erhalten. Der gesamte zweite Bauabschnitt der Siedlung Blumläger Feld ist nach Angaben der städtische Wohnungsbaugesellschaft als Eigentümer wegen Korrosion des Stahlgerüstes gefährdet und es droht der Abriss.[16] 2018 mussten dort alle Mieter ihre Wohnungen räumen.[17]

In seinem Celler Architekturbüro beschäftigte Haesler zahlreiche Mitarbeiter, darunter drei ehemalige Schüler des Bauhauses, zum Beispiel Katt Both als einzige Frau.

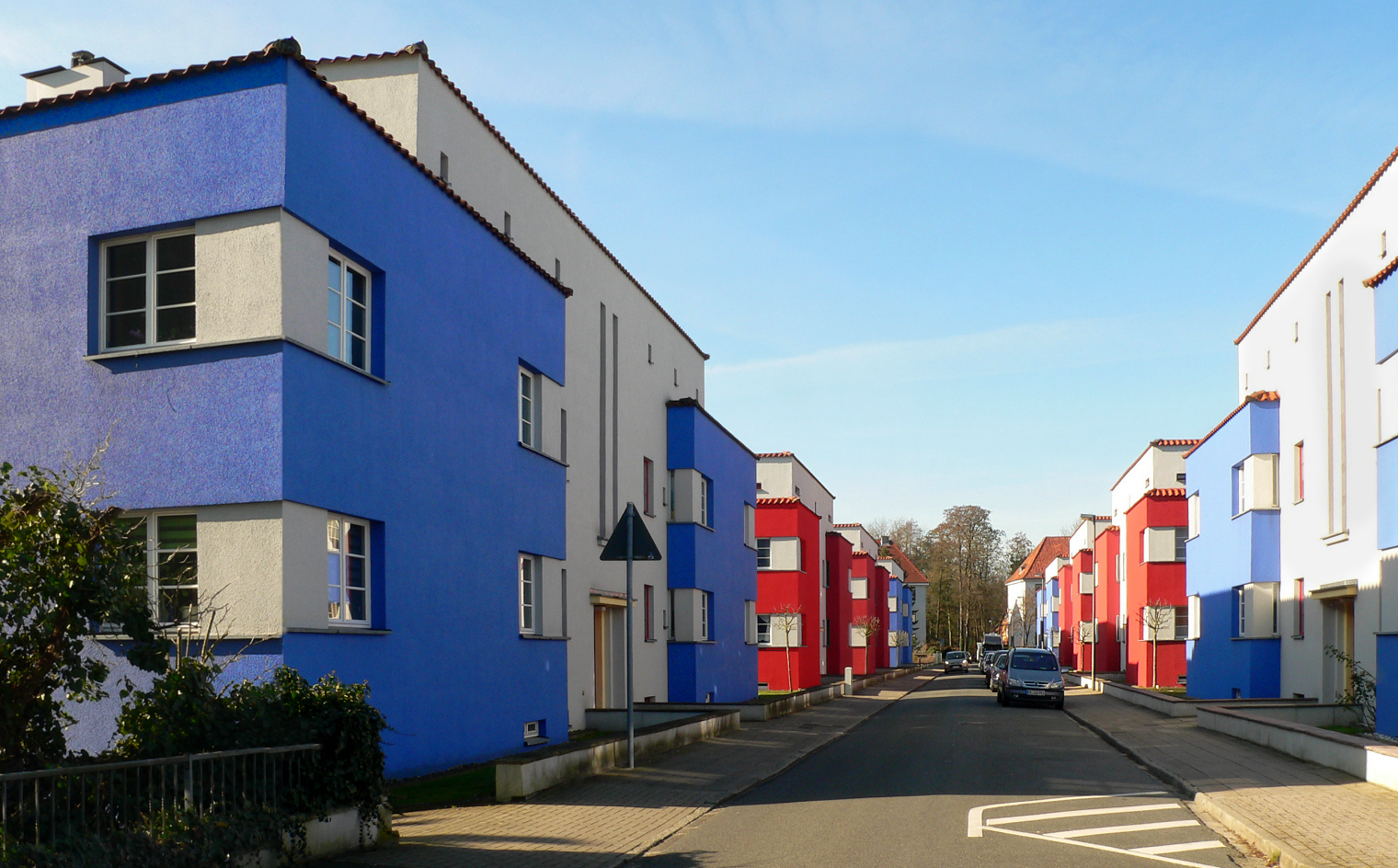
Siedlung Italienischer Garten
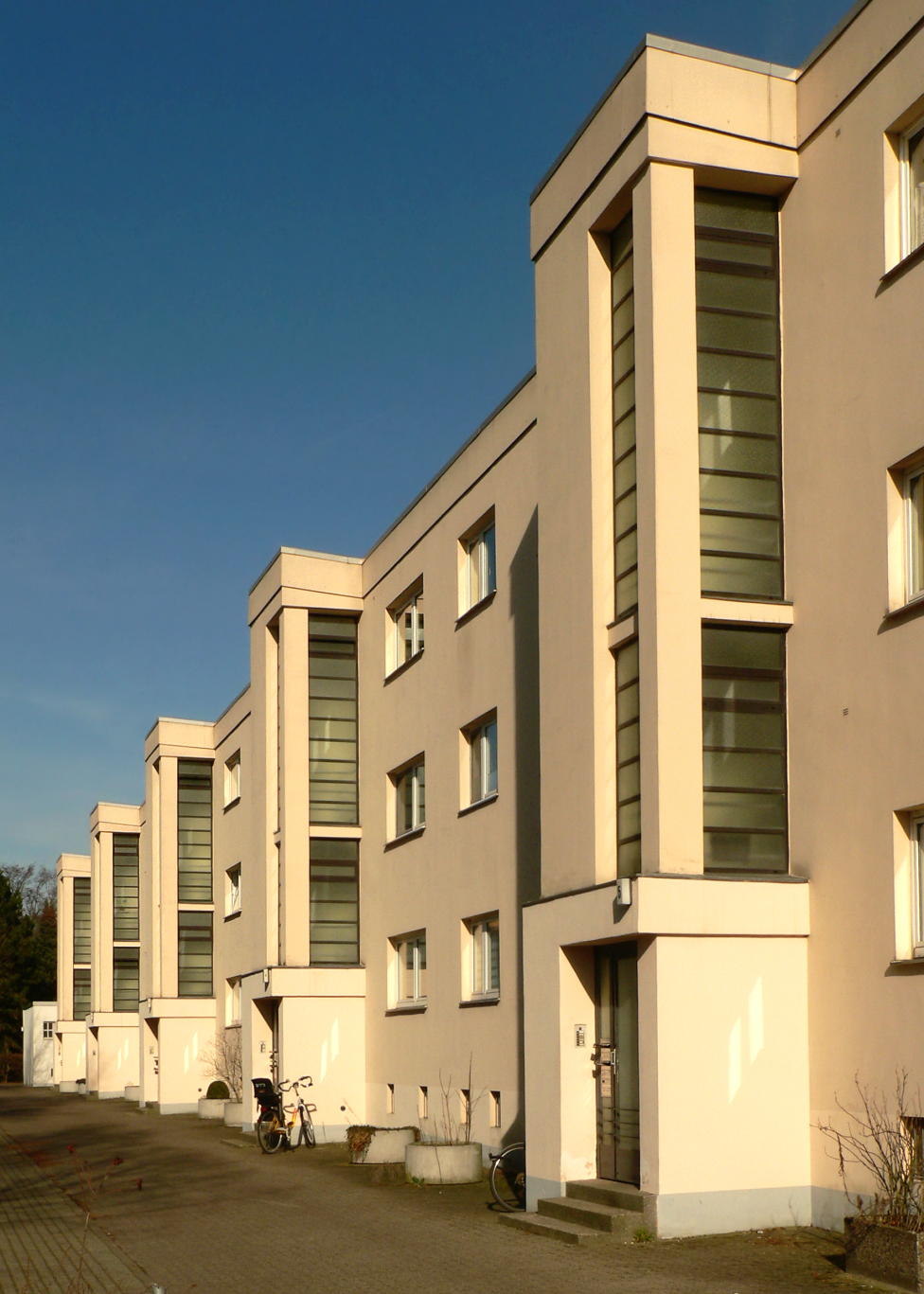
Siedlung Georgsgarten, mit plastisch aus dem Baukörper hervortretenden Treppenhäusern
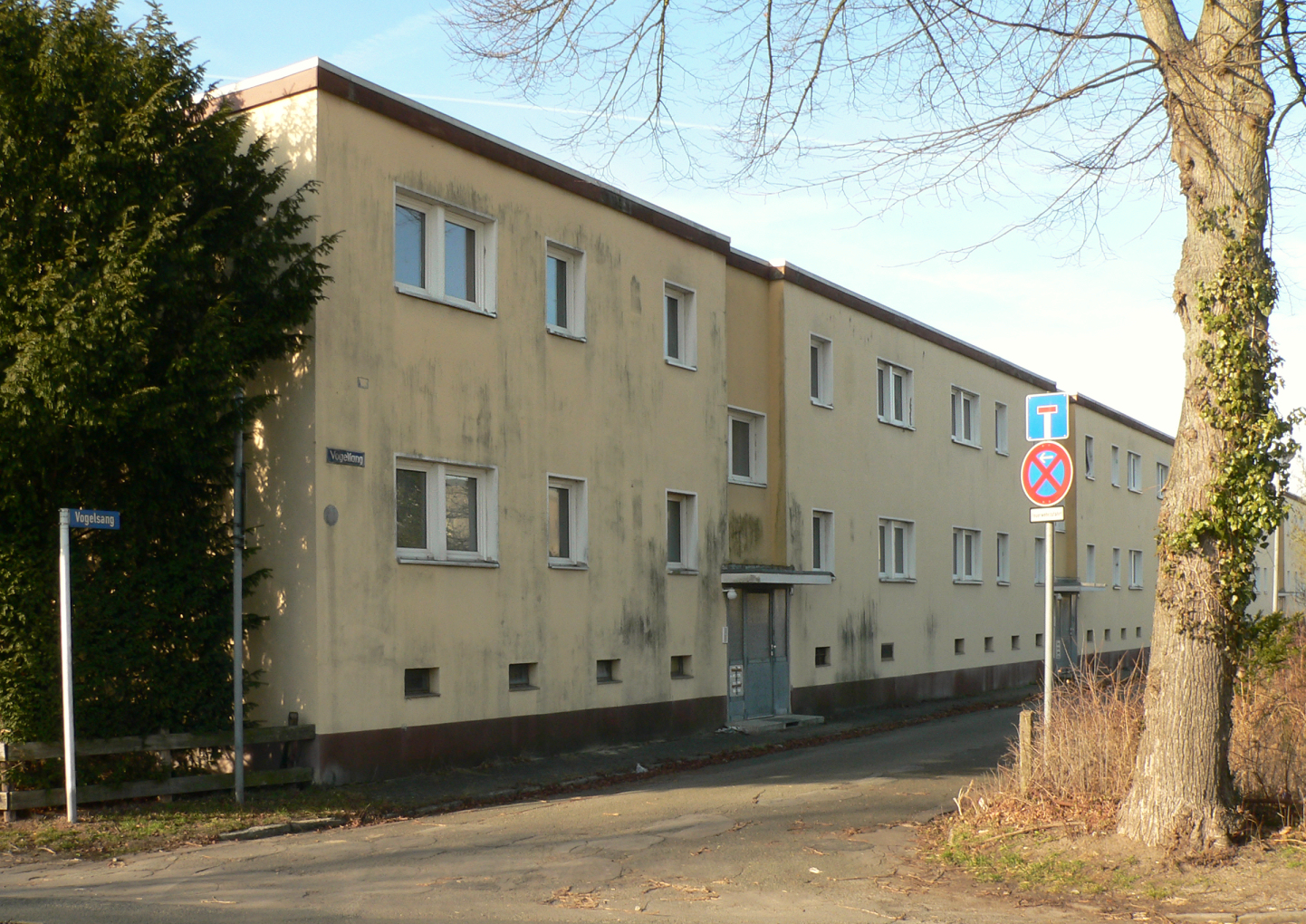
Siedlung Blumläger Feld

## Leben und Wirken 1934 bis 1962
Heftig von den Nationalsozialisten angegriffen, ging Otto Haesler 1934 in die innere Emigration. Er löste sein Büro in Celle auf, zog nach Eutin und baute dort Häuser in dem für Norddeutschland typischen Backstein mit formalen Elementen, die weiterhin auch moderne Lösungen aufgreifen.
Während des Zweiten Weltkriegs bekleidete er hohe Posten, so war er von 1941 bis 1945 stellvertretender Stadtbaurat in den besetzten Städten Łódź und Lemberg. 1943 war er an den Vorplanungen der Marinedienstbaubehörde zum Wiederaufbau der zerstörten Stadt Sewastopol beteiligt. Tatsächlich arrangierte sich Haesler in Aufsätzen zur „Gesundung der deutschen Wirtschaft“, von denen er einen an Joseph Goebbels schickte, mit den Machthabern. Haesler stellte sich der „Eroberung von Lebensraum im Osten“ zur Verfügung. In deren Rahmen bestand die Aufgabe von Architekten im Nationalsozialismus in einer „Neuordnung des deutschen Lebensraumes“ sowie in einer Auflockerung und Durchgrünung der Großstadt bei weitgehender Dezentralisierung im Kontext einer antistädtischen Ideologie und Idealisierung bäuerlichen Lebens: „Neue Generationen von rassisch reinen nordischen Bauern“ sollten auf dem Land angesiedelt werden.
Nach dem Zweiten Krieg siedelte Haesler im Jahre 1946 in die sowjetisch besetzte Zone über und leitete die Wiederaufbauplanung für die Altstadt von Rathenow, wo er bereits Ende der 1920er Jahre seine Siedlung am Friedrich-Ebert-Ring entstanden war. 1950 wurde er in der DDR zum Professor für sozialen Wohnungsbau ernannt und 1951 als Professor an die Deutsche Bauakademie berufen und zum Leiter der Abteilung Mechanisierung und Industrialisierung bestellt.
1953 zog Otto Haesler von Rathenow nach Wilhelmshorst bei Potsdam in ein selbst umgebautes Haus um. Dort lebte er zurückgezogen, betrieb Bauforschungen, schrieb 1957 eine Autobiographie, heiratete 1958 seine langjährige Haushälterin Erna Heer. Haeslers zweite Ehe, nach einer Ehe in Celle mit Frida Harmuth, Tochter von Oskar Harmuth, Besitzer der Heidbräu-Brauerei in Celle, drei Söhne und eine Tochter: Bernd, Alfred, Burchard und Annerose. Haesler starb 1962 auf einer Baustelle.

## Mitgliedschaften und öffentliche Ämter

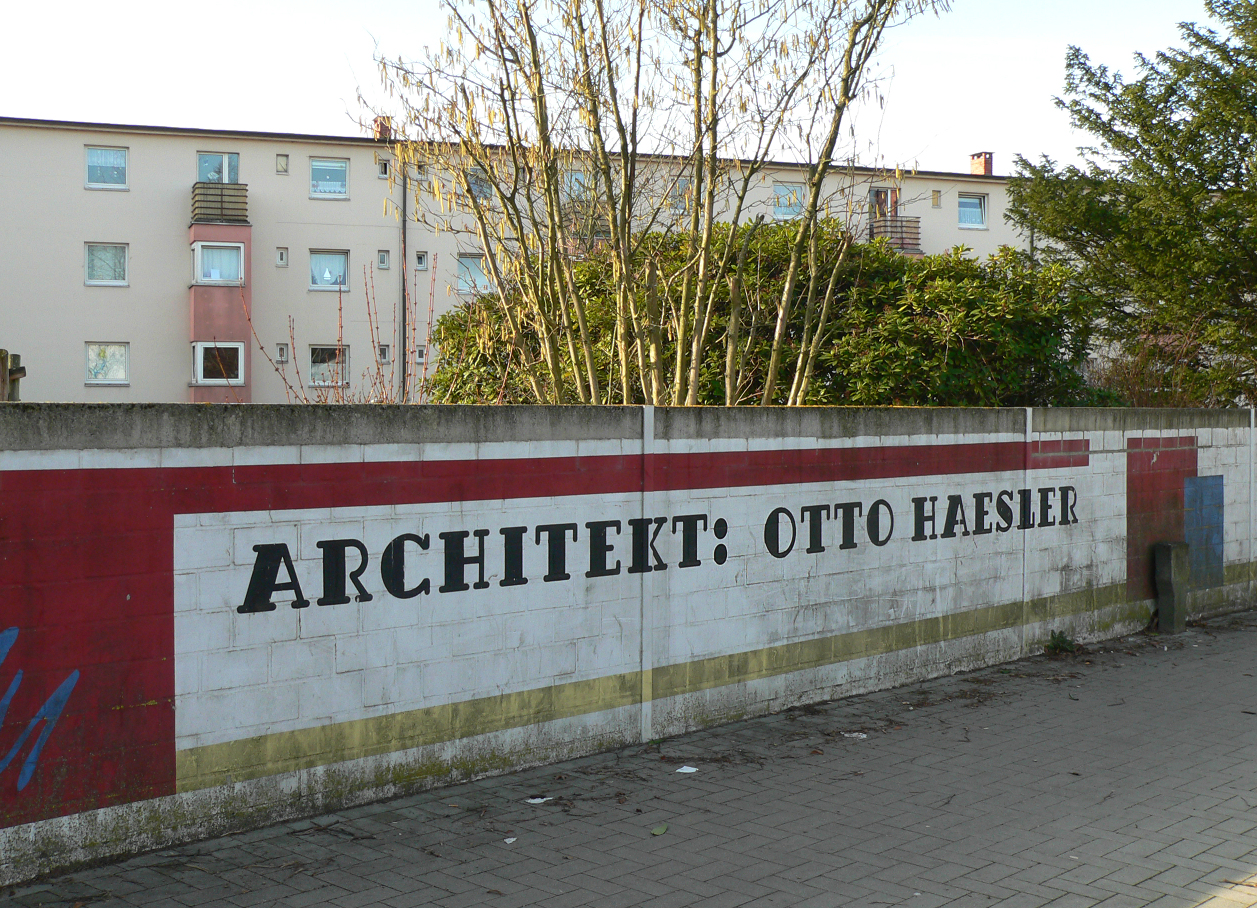
Mauerbeschriftung an der Siedlung Georgsgarten in Celle, dahinter ein Zeilenbau der Siedlung

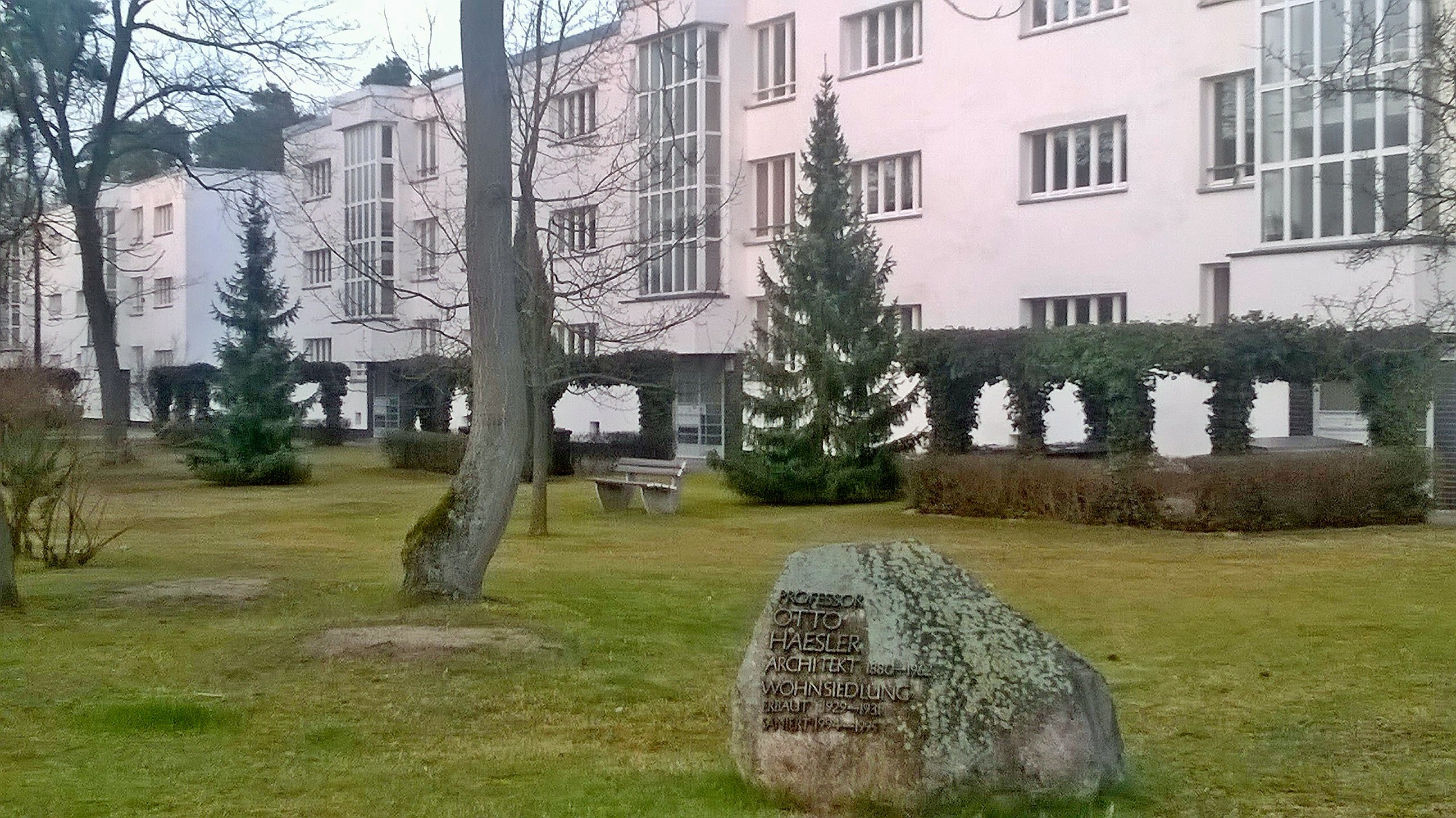
Gedenkstein für Otto Haesler am Friedrich-Ebert-Ring in Rathenow

1925 wurde Haesler als Mitglied in den Deutschen Werkbund berufen und 1926 trat er der Architektenvereinigung Der Ring bei. 1927 wurde er in die Reichsforschungsgesellschaft für Wirtschaftlichkeit im Bau- und Wohnungswesen (RfG) aufgenommen. 1930 wurde Otto Haesler sachverständiger Berater im Vorstand der RfG.
Er wurde für die Nachfolge von Ernst May als Stadtbaurat von Frankfurt am Main und von Otto Bartning als Leiter der Staatlichen Bauhochschule in Weimar vorgeschlagen. 1932 trat er aus dem Bund Deutscher Architekten aus und gründete 1932 die „heimtyp ag“ (Typisierte Eigenheime).
Von 1909 bis 1931 war er Mitglied der Celler Freimaurerloge Zum hellleuchtenden Stern.

## Werke (Auswahl)

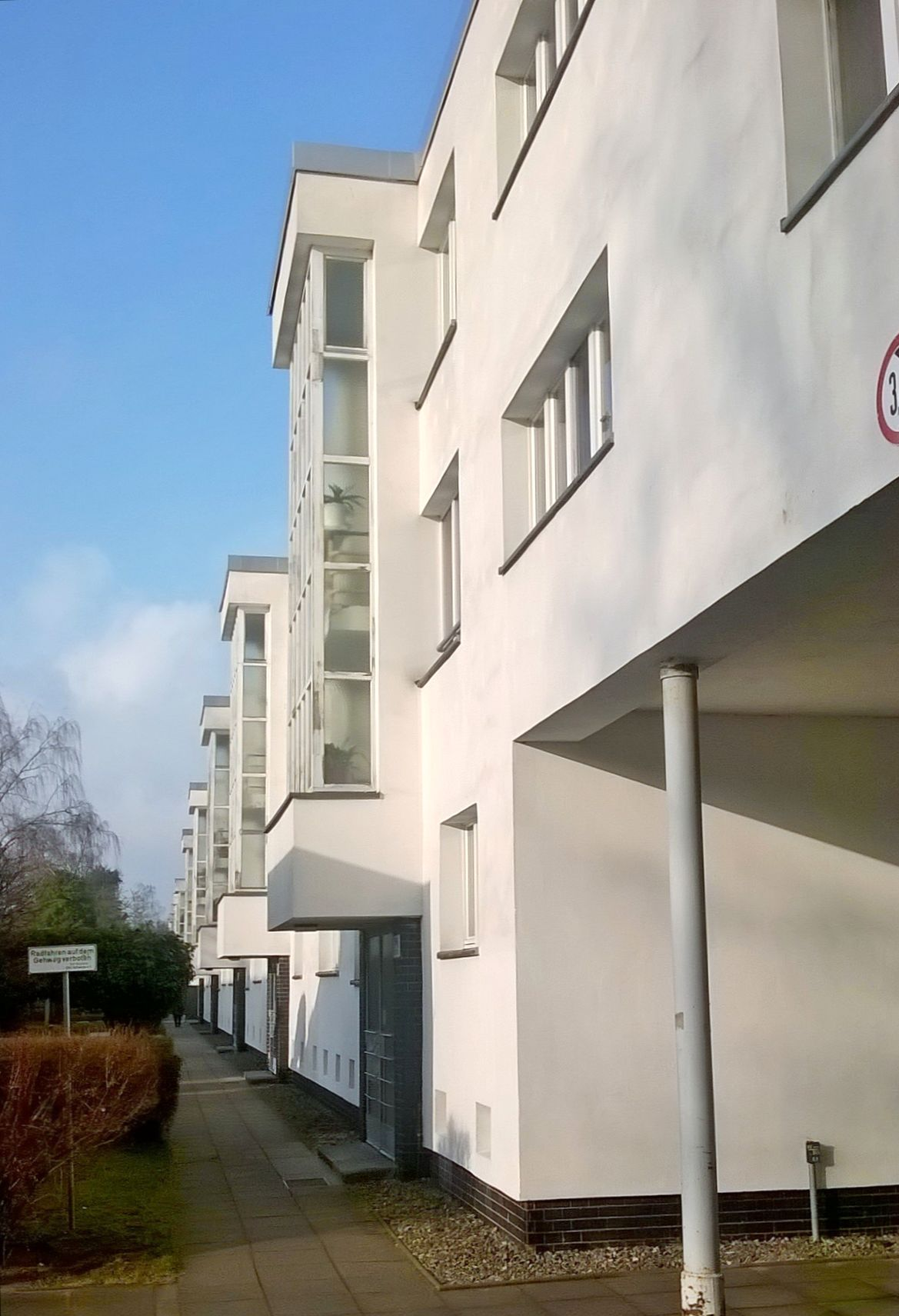
Ebertring-Siedlung, Rathenow

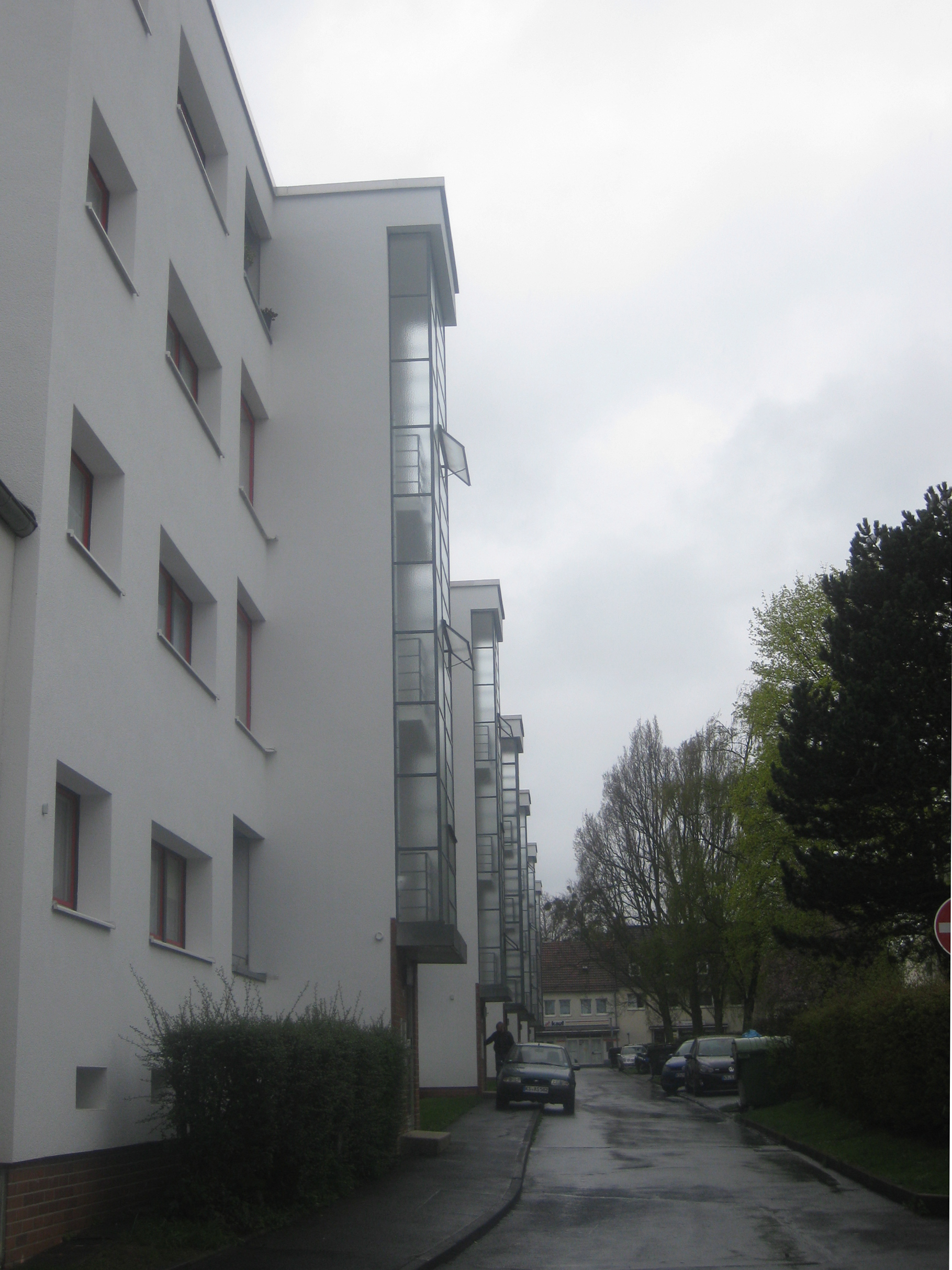
Rothenberg-Siedlung, Kassel

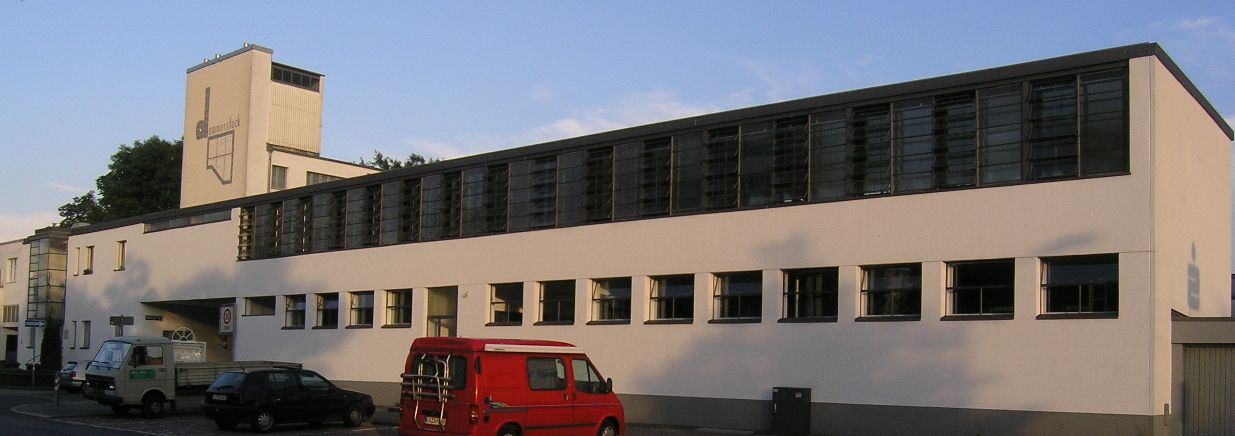
Waschhaus der Dammerstock-Siedlung in Karlsruhe

### Historisierendes Bauen
- 1906: Kaufhaus Freidberg in Celle (Altstadt), Markt 4–6[31]
- 1907: Fassadengestaltung Hotel Celler Hof in Celle (Altstadt), Stechbahn 11[32]
- 1908: Wohnhaus Gries in Celle (Neuenhäusen), Spörckenstraße 9[33]
- 1909–1911: Bebauung Berggartenstraße in Celle (Hehlentor), Berggartenstraße 9, 19–22, 13–15[34]
- 1910: Jüdische Friedhofshalle in Celle (Hehlentor), Am Berge (1974 abgerissen)[35][36]
- 1911: Schule in Bennetze
- 1912–1914: Volksschule (heute Karl-Söhle-Grundschule) in Hankensbüttel, Schulstraße 6[37]
- 1915: Dorfschule in Allersehl, Eichenring 43
- 1920: Bergmannssiedlung Mariaglück in Höfer, Hauptstraße 41–79[38]

### Expressionistisches Bauen
- 1922: Erweiterungsbau Kaufhaus Dreyer in Celle (Altstadt), Hehlentorstraße 13[39]
- 1923–1924: Musterlager Trüller-Eck in Celle (Altstadt), Westcellertorstraße 6a (1975 abgerissen)[40]

### Neues Bauen
- 1924: Fabrikbau der Wachswaren-Firma August Schmidt Nachfolger in Celle (Neuenhäusen), Speicherstraße 25,[41][42] Abbruch 2021[43]
- 1924–1925: Siedlung Italienischer Garten in Celle, Italienischer Garten 1–8 und Wehlstraße 29, 31
- 1925–1926: Siedlung Georgsgarten in Celle, Sankt-Georg-Garten 1–4
- 1926–1928: Altstädter Schule und Rektorwohnhaus in Celle (Neuenhäusen), Sägemühlenstraße 7, 9
- 1928: Wohnhausgruppe Waack in Celle (Neuenhäusen), Schackstraße 3/3A, 4/4A
- 1928/29: Bauten in der Siedlung Dammerstock in Karlsruhe
- 1928–1931: Siedlung am Friedrich-Ebert-Ring in Rathenow
- 1929–1931: Rothenbergsiedlung in Kassel (Rothenditmold), Frankenberger Straße 22–28, Fritzlarer Straße 2–10, Gudensberger Straße 2–8, Hersfelder Straße 35, Mansfelder Straße 2–6, Rotenburger Straße 22–30, Treysaer Straße 2–12, Hersfelder Straße 1–13, Frankenberger Straße 2–20
- 1930/31: Siedlung Blumläger Feld in Celle (Westercelle), Galgenberg, Rauterbergweg, Rosenhagen, Vogelsang, Teilabbruch 2000–2003[44]
- 1930/31: Direktorenwohnhaus in Celle (Altstadt), Magnusstraße 5
- 1930–1932: Marie von Boschan-Aschrott Altersheim in Kassel (Vorderer Westen), Friedrich-Ebert-Straße 178

## Ausstellungen (Auswahl)

### Ausstellungen zu Lebzeiten
- 1929: Rathenow, Siedlung am Friedrich-Ebert-Ring (Wohnungsausstellung nach Fertigstellung des ersten Bauabschnitts mit 212 möblierten Wohnungen)[45]
- 1929: Karlsruhe, Siedlung Dammerstock, „Dammerstock-Siedlung. Die Gebrauchswohnung“ (Ausstellungsbeteiligung)[45]
- 1929: Frankfurt am Main, Haus Werkbund, „Die Wohnung für das Existenzminimum“ (Ausstellungsbeteiligung)[45]
- 1930: Amsterdam, Stedelijk Museum, „Sozialistische Kunst heute“ (Ausstellungsbeteiligung)[45]
- 1931: Berlin, Ausstellungsgelände am Funkturm, „Deutsche Bauausstellung“ (Ausstellungsbeteiligung)[45]
- 1932: New York, Museum of Modern Art, „Modern Architecture“ (Ausstellungsbeteiligung)[46]
- 1932: Hannover, Kestner-Gesellschaft, „Bauten von Otto Haesler 1908–1932“ (erste große Einzelausstellung)[47]
- 1950: Berlin (Ost), „Sozialer Wohnungsbau – Otto Haesler“[46] (Würdigung zum 70. Geburtstag)

### Posthume Ausstellungen
- 1980: Kiel, Ausstellung anlässlich des 100. Geburtstages von Otto Haesler.[48]
- 1989/1990: Universität Kassel, Fachbereich Stadtplanung und Landschaftsplanung, „Modelle sozialen Wohnens 1924–1934“.
- Seit 2001: Dauerausstellung „Neues Bauen“ im Otto-Haesler-Museum in Celle (Westercelle), Galgenberg 13, im Wasch-, Bade- und Heizhaus der Siedlung Blumläger Feld.
- 2005, Celle: Gedenkausstellung anlässlich des 125. Geburtstags von Otto Haesler.
- 2023, Fagus-Galerie im Fagus-Werk Alfeld/Leine: „Otto Haesler – Neues Bauen“.[49]